# Psammogorgia schoedei
Psammogorgia schoedei is een zachte koraalsoort uit de familie Plexauridae. De koraalsoort komt uit het geslacht Psammogorgia. Psammogorgia schoedei werd in 1919 voor het eerst wetenschappelijk beschreven door Kükenthal. 